# Liste der Kardinalpriester von Santa Susanna
Folgende Kardinäle waren Kardinalpriester von Santa Susanna:
Der Titel wurde als Titulus Gaii von Papst Evaristus eingerichtet und in der Synode des Papstes Symmachus 499 erwähnt. 595 wird erstmals der Name Santa Susanna verwendet. Seit 1946 wurden ausschließlich Kardinäle aus den USA berufen.

## Kardinalpriester des Titulus Gaii
- Assello (494–?)

## Kardinalpriester von Santa Susanna
- Rusticus (590–595)
- Konon (685–686), Papst 686–687
- Sergius (686–687), Papst 687–701
- Johannes (687–?)

- Johannes (745–761)
- Leontius (761–791)
- Leo (791–795), Papst Leo III. 795–816

- Johannes (964–?)
- Johannes (1012–1033)

- Romanus (1082)
- Rangerius (1091–?)
- Benedictus ? (1092, nur in einer Fälschung belegt)
- Octavianus (1098–1099), Kardinal des Gegenpapstes Clemens III.
- Petrus Pisanus (1117–1145)
- Stanzio (1130 – 1133 oder 1136)
- Gezo (1144–45)
- Giordano Orsini (1145–1165), auch Giordano Bobone genannt
- Ermano (1165–1170)
- Lesbio Grassi (1170–?)
- Pietro Caetani (1173–1187), auch Pietro de Bono genannt
- Alessio (1188–1189)
- Giovanni Felice (1189–1201)
- Benedictus (1201–1212)
- Aldobrandino Caetani (1219–1221)
- Gottfried I. von Bar (1281–1287)
- Benedetto Caetani (1288–1294), Administrator, Papst Bonifatius VIII. 1294–1303
- Pierre d’Arrabloy (1316–1328)
- Andrea Ghini Malpighi (1342–1343)
- Pierre Bertrand de Colombier (1344–1361)
- Filippo Ruffini OP (1378–1386)
- Francesco Carbone OCist (1384–1392), wird Kardinalbischof von Sabina
- Pierre de Thury (1385–1410), Pseudokardinal von Gegenpäpsten Clemens VII., Benedikt XIII. und Alexander V.
- Antonio Panciera (1411–1431)
- vakant (1431–1440)
- Louis de La Palud de Varembon, OSB (1440–1449), Pseudokardinal von Gegenpapst Felix V.
- Tommaso Parentucelli (1446–1447), wird Papst Nikolaus V.
- Filippo Calandrini (1448–1451)
- Alexander de Saxoferrato OESA (1460–1463)
- vakant (1463–1467)
- Jean la Balue (1467–1483)
- Lorenzo Cybo de Mari (1489–1491)
- Juan de Borja Lanzol de Romaní (1492–1503)
- Francesco Soderini (1503–1508)
- Leonardo della Rovere Grosso (1508–1517)
- Raffaele Petrucci (1517–1522)
- vakant (1522–1528)
- Antonio Sanseverino Malteserorden (1528–1530)
- García de Loaysa y Mendoza OP (1530–1546)
- Georges d’Amboise (1546–1550)
- Jacques d’Annebaut (1550–1557)
- vakant (1557–1561)
- Girolamo Seripando OSA (1561–1563)
- Francisco Pacheco de Toledo (1564–1565)
- Bernardo Navagero (1565)
- Francesco Alciati (1565–1569)
- Girolamo Rusticucci (1570–1597)
- Anne d’Escars de Giury OSB (1604–1612)
- Gaspar de Borja y Velasco (1612–1616)
- Scipione Cobelluzzi (1616–1626)
- Giulio Cesare Sacchetti (1626–1652)
- Giovanni Battista Spada (1654–1659)
- Pietro Sforza Pallavicino SJ (1659–1660)
- Carlo Carafa della Spina CRTheat (1665–1675)
- Bernhard Gustav von Baden-Durlach OSB (1676–1677)
- vakant (1677–1686)
- Marcantonio Barbarigo (1686–1697)
- Daniele Marco Delfino (1700–1704)
- Lorenzo Corsini (1706–1720), später Papst Clemens XII.
- José Pereira de Lacerda (1721–1738)
- vakant (1738–1747)
- Raniero Felice Simonetti (1747–1749)
- vakant (1749–1756)
- Luca Melchiore Tempi (1756–1759)
- Ludovico Valenti (1759–1762)
- vakant (1762–1802)
- Carlo Crivelli (1802–1818)
- vakant (1818–1835)
- Giuseppe Della Porta Rodiani (1835–1841)
- Ignazio Giovanni Cadolini (1843–1850)
- vakant (1850–1856)
- Alessandro Barnabò (1856–1874)
- Bartolomeo d’Avanzo (1876–1884)
- Francis Patrick Moran (1885–1911)
- François-Virgile Dubillard (1911–1914)
- Giorgio Gusmini (1915–1921)
- Giovanni Vincenzo Bonzano (1924–1927)
- Alexis-Henri-Marie Lépicier OMI (1927–1936)
- Arthur Hinsley (1937–1943)
- Edward Aloysius Mooney (1946–1958)
- Richard Cushing (1958–1970)
- Humberto Sousa Medeiros (1973–1983)
- Bernard Francis Law (1985–2017)